# Sattledt
Sattledt är en köpingskommun i distriktet Wels-Land i förbundslandet Oberösterreich i den norra delen av Österrike. Den närmaste staden är Wels, 10 kilometer norr om Sattledt. Kommunen har 2 779 invånare (2024) och består av tio orter (Ortschaften) (inom parentes invånarantal 1 januari 2024):

- Dirnberg (10)
- Giering (335)
- Heiligenkreuz (13)
- Maidorf (370)
- Oberautal (84)
- Oberhart (245)
- Pochendorf (38)
- Rappersdorf (17)
- Sattledt (1 319)
- Unterhart (348)